# La Trochita

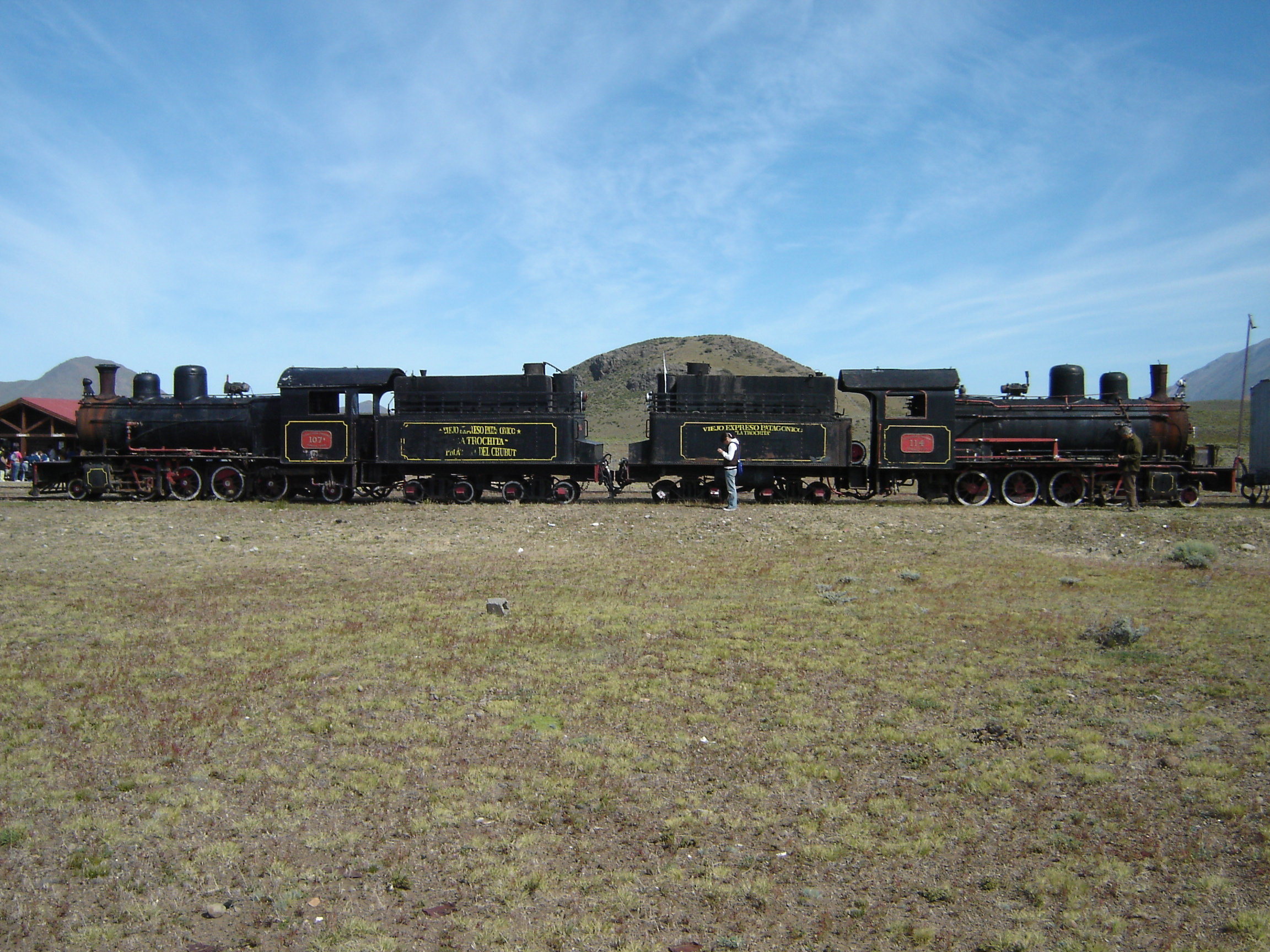
Locomotive nella stazione di Nahuel Pan.

La Trochita, conosciuta ufficialmente con il nome Viejo Expreso Patagónico (Vecchio Espresso Patagonico), è il nome comune con il quale si identifica una linea ferroviaria tra le provincie di Río Negro e Chubut, nella Patagonia argentina. Pianificata come la porzione di una rete ferroviaria molto ampia che collegava gran parte del sud argentino, appartiene amministrativamente al tracciato del Ferrocarril General Roca incluso nella rete ferroviaria argentina.
Con gli anni la linea è stata convertita in un'attrazione turistica per via dello scartamento ridotto, da 750 mm, e della locomotiva a vapore che percorre i 402 km di distanza che separano le località di Esquel e Ingeniero Jacobacci. Nel 1998 fu dichiarata Monumento Storico Nazionale. È diventata famosa grazie al libro di Paul Theroux, The Old Patagonian Express, del 1978, ed è una delle linee ferroviarie più meridionali in funzione del mondo.

## Storia

### Pianificazione

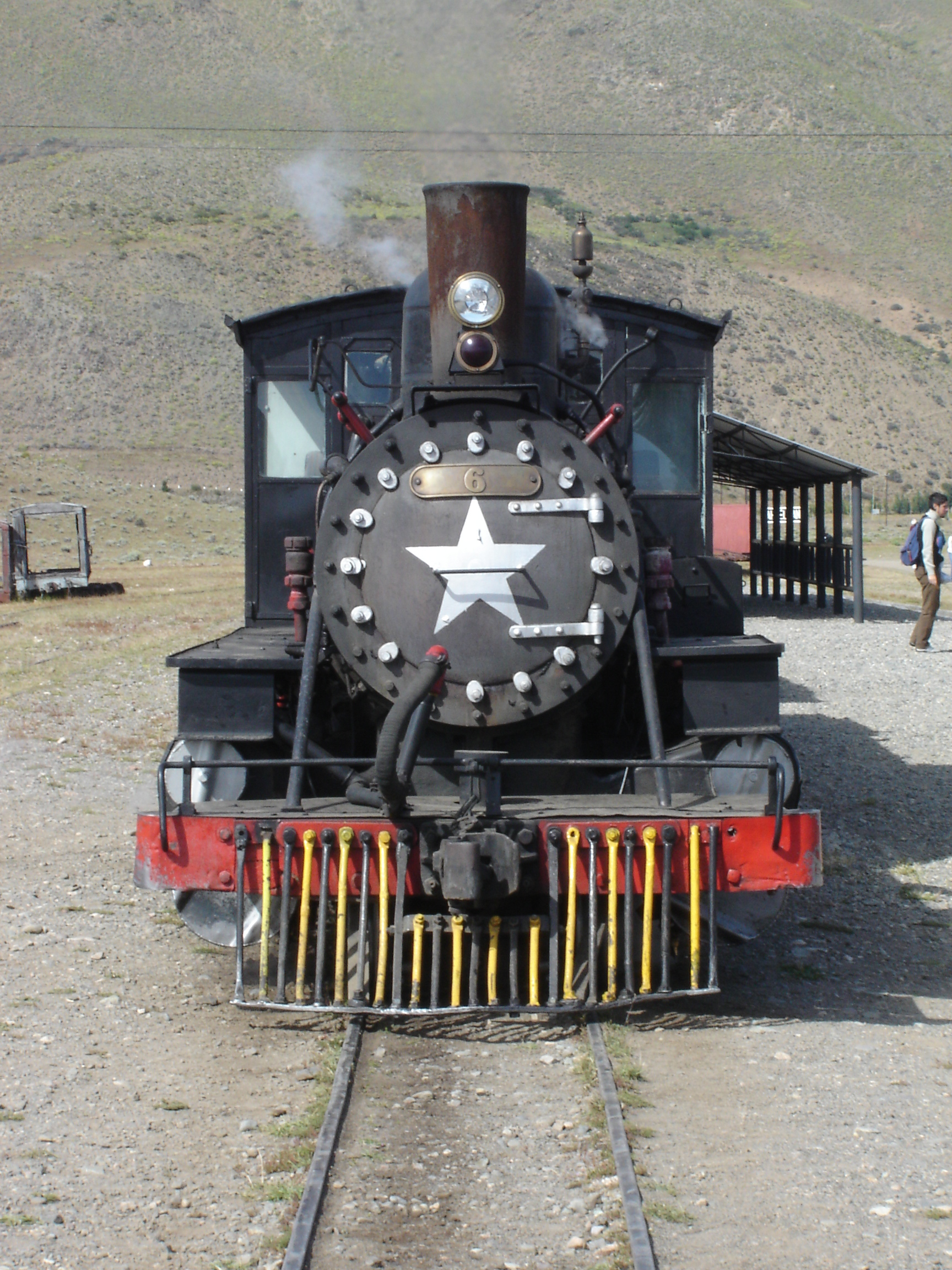
Il Vecchio Espresso Patagonico oggi.

Nel 1908, il governo argentino pianificò la realizzazione di una rete ferroviaria che attraversasse il territorio della Patagonia. Due linee principali unirono San Carlos de Bariloche con la Ande centrali e con i porti di San Antonio Este, nel Mar Argentino, e di Puerto Deseado, nella costa sud-est. Rami secondari furono costruiti per collegare la linea principale con il lago Buenos Aires (attraversando Colonia Las Heras) e Comodoro Rivadavia (attraversando la cittadina di Sarmiento). Esquel e Trevelin sarebbero state collegate attraverso, una linea secondaria, ad Ingeniero Jacobacci. La rete completa collegava Buenos Aires con San Antonio Este.
Il progetto perse forza negli anni per via del cambio del governo e dell'inizio della prima guerra mondiale, che penalizzò l'economia argentina. La linea principale a nord collegò Ingeniero Jacobacci nel 1916. I 282 km della linea principale sud, nel Deserto di Las Heras, ed i 197 km del ramo tra Comodoro Rivadavia e Sarmiento furono impiantati ma non vennero mai connessi con la rete nord. Dopo il 1916 l'unico lavoro che si realizzò fu il completamento del collegamento tra Ingeniero Jacobacci e San Carlos de Bariloche, terminato nel 1934.

### La linea Esquel

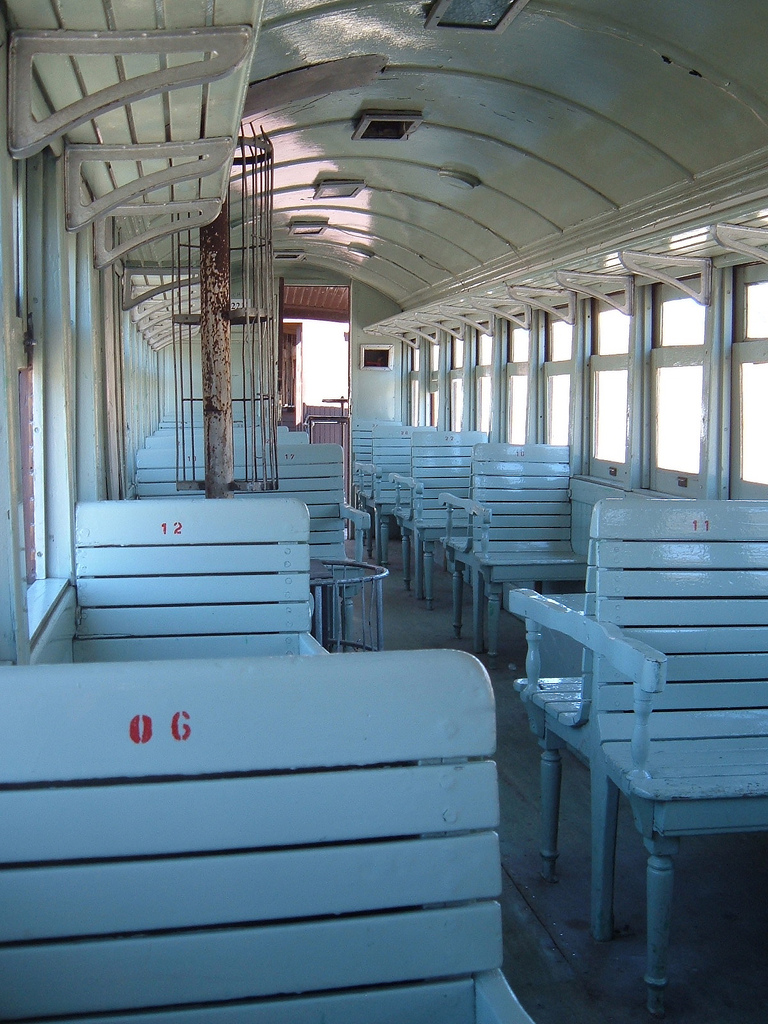
Interni di un vagone de La Trochita.

L'eccezione fu la linea da Esquel. Durante la prima guerra mondiale, i binari per lo scartamento ridotto erano abbondanti ed i costi di posa in opera contenuti per via dell'utilizzo intensivo nei fronti di battaglia, per il trasporto delle truppe e dei rifornimenti. Binari con uno scartamento di 0.60 metri, per le locomotive Decauville, furono utilizzati ampiamente nelle aree rurali della Provincia di Buenos Aires per il trasporto merci. Per il servizio passeggeri si utilizzavano le locomotive con scartamento da 0.75 metri, e si optò per questa alternativa molto economica. Nel 1921 si decise di costruire la linea da Ingeniero Jacobacci ad Esquel e di collegarla con la linea esistente (privata) con scartamento da 1 metro, nella Valle di Chubut, da Dolavon a Puerto Madryn. Prese il nome di Red Ferroviaria Patagónica Liviana.
Le carrozze belga ed i vagoni merci furono richiesti nel 1922, dopo cinquanta locomotive della compagnia tedesca Henschel & Sohn. In seguito, altre 25 locomotive furono acquistate dalla Baldwin Locomotive Works di Filadelfia.
La prima parte del progetto prevedeva la realizzazione di un terzo tratto tra quelli già esistenti a Ingeniero Jacobacci e nella Valle di Chubut, al fine di essere utilizzato dai veicoli a scartamento ridotto. Nuove linee furono realizzate per poter estendere quelle già esistenti nella Valle di Chubut, da Trelew e Rawson alla costa di Las Plumas, ad ovest. Dopo che una serie di inondazioni (nel 1931-32) distrussero una buona parte delle linee, i lavori ripresero nel 1934 con nuovi progetti che portarono alla costruzione di un ponte lungo 105 metri ed un tunnel lungo 110 metri. Oltre 1000 persone presero parte ai lavori e molti operai, in seguito, si stabilirono in quelle zone.
I treni cominciarono a circolare nei tratti completati nel 1935. Nel 1941 la linea arrivò ad El Maitén, dove furono costruite strutture per il mantenimento della linea stessa. Il primo treno arrivo alla città di Esquel il 25 maggio del 1941. Tuttavia, fino al 1950 fu utilizzata solamente per il servizio merci. Il primo servizio passeggeri iniziò nel 1950, con un collegamento tra Esquel e Buenos Aires (arrivando alla stazione di Constitución), con cambio ad Ingeniero Jacobacci. I passeggeri viaggiavano seduti su duri sedili in legno. I vagoni erano dotati di una stufa che poteva essere utilizzata per cucinare e per riscaldare l'ambiente. Gli scomodi sedili in legno e la lentezza della linea portavano i passeggeri a camminare lungo le sezioni del treno; il viaggio aveva una durata di circa 14 ore.
Il servizio merci fu ampiamente utilizzato nel decennio 1960-1970, contribuendo allo sviluppo della zona, specialmente per la costruzione della diga sul fiume Futaleufú e per lo sviluppo della città di El Maitén, presso la quale erano state impiantate le officine di manutenzione delle locomotive.

### Declino
Nel 1961 la linea nella Valle di Chubut, da Puerto Madryn a Las Plumas venne chiusa, senza che sia mai stata collegata con le linee da Esquel o San Carlos de Bariloche. Nel decennio del 1970 le due linee isolate a sud furono chiuse. La Trochita iniziò la sua decadenza per via del miglioramento della condizione delle strade, l'aumento del numero di camion ed autobus e le difficoltà di mantenimento di una linea ferroviaria così isolata dalla capitale del paese e dalla maggiore industria ferroviaria.
In quello stesso periodo, la Patagonia fu riscoperta dai turisti e La Trochita si convertirà in un'attrazione. Tuttavia la linea non risultò redditizia e gli investitori privati non erano interessati a fornire i capitali necessari per il suo mantenimento. Nel 1992 si decise di chiudere la linea. Grazie ad una protesta, a livello nazionale ed internazionale, riguardo al proposito di chiudere la linea, che è diventata il simbolo di un'epoca passata, specialmente di questa regione, i governi provinciali si sono uniti per mantenere la linea in attività.

## La Trochita nel 2006

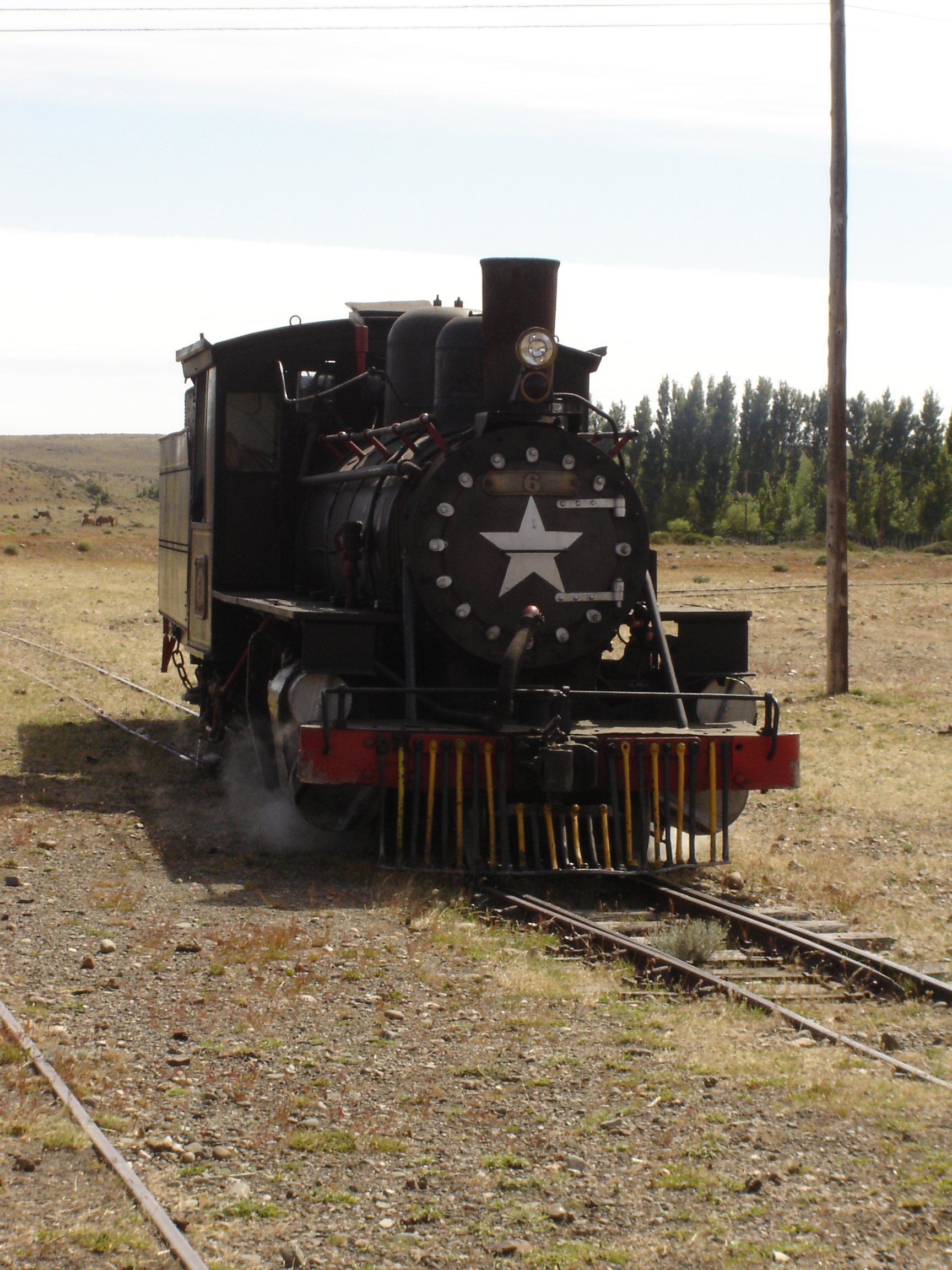
"La Trochita", nella stazione Nahuel Pan, Chubut, Argentina

La linea è attiva dal 2006 lungo la tratta da Esquel ad El Maitén e si sta considerando la possibilità di riattivare la linea fino ad Ingeniero Jacobacci. Le locomotive a vapore hanno sempre bisogno di effettuare frequenti fermate per poter ricaricare l'acqua. La Trochita effettua le seguenti fermate:
| Head station |

| Station on track |

| Station on track |

| Station on track |

| Station on track |

| Station on track |

| Stop on track |

| Unknown route-map component "KBHFxe" |

| Unknown route-map component "exSTR" |

Il viaggio completo dura circa sette ore ma ci sono servizi che offrono un viaggio fino alla prima stazione e ritorno. I servizi charter offrono la ristorazione a bordo, nonché altri servizi e dovrebbero essere attivati fino alla stazione di Ingeniero Jacobacci. Nel 2006 i biglietti per un viaggio completo costavano 80 pesos argentini mentre il costo del viaggio sulla tratta più corta era di 25 pesos argentini, fino alla prima stazione.
Carlos Kmet è il Meccanico Coordinatore d'Area, che si occupa della manutenzione delle locomotive e delle riparazioni sulla linea. Il suo lavoro per mantenere efficienti le locomotive originali del 1922 sta diventando sempre più difficile a causa della mancanza di pezzi di ricambio, delle competenze necessarie e della distanza dalla base di El Maitén. Ciò porta a frequenti interruzioni nel servizio.
Nel 1999, il governo argentino ha dichiarato La Trochita Monumento Histórico Nacional.

## Galleria d'immagini

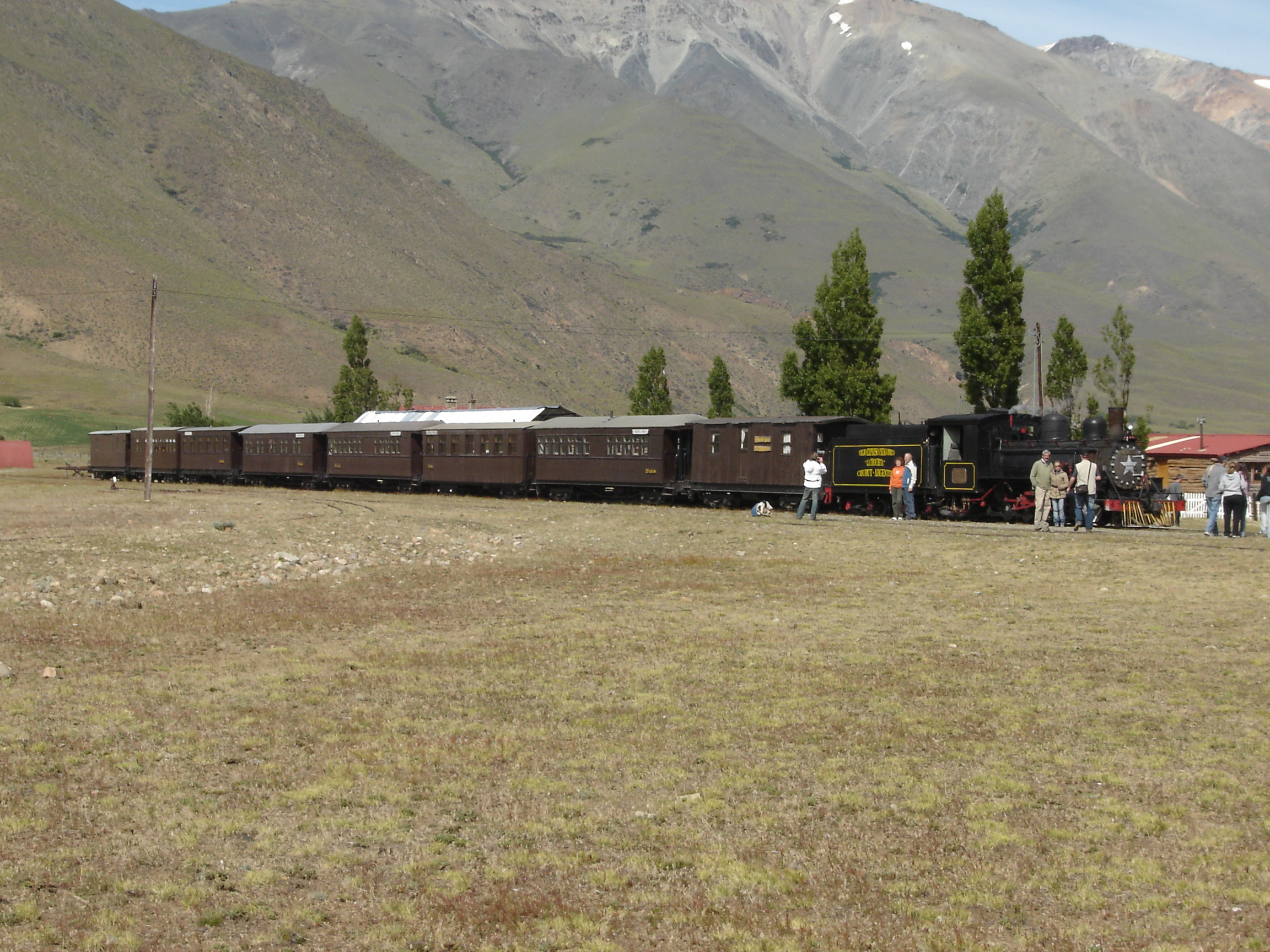
La Trochita in Argentina.
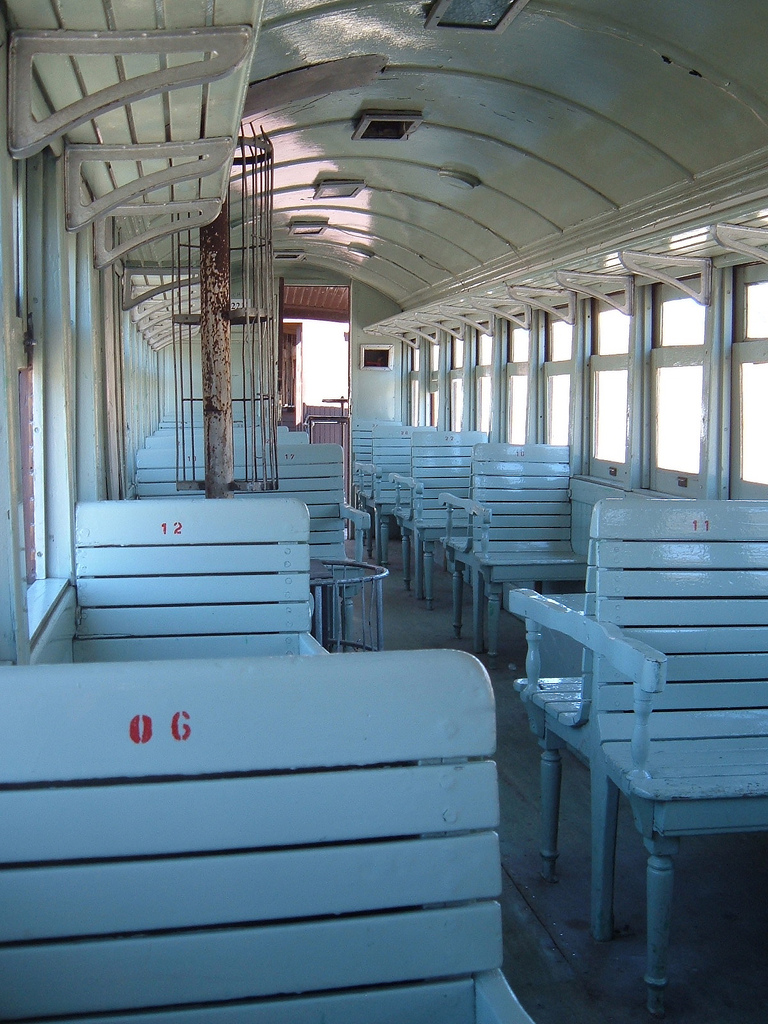
Interni di un vagone passeggeri.
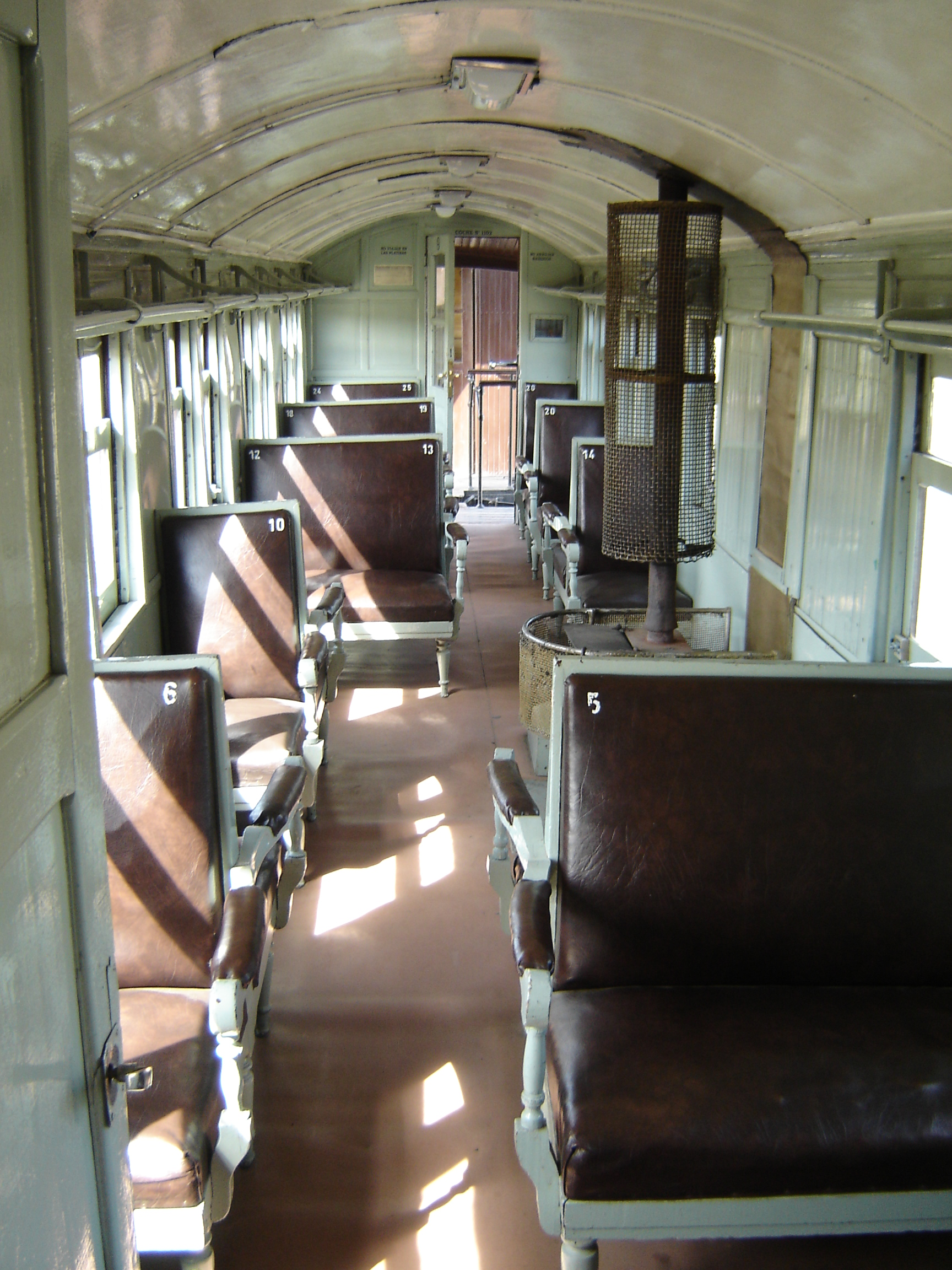
Interno di un vagone.
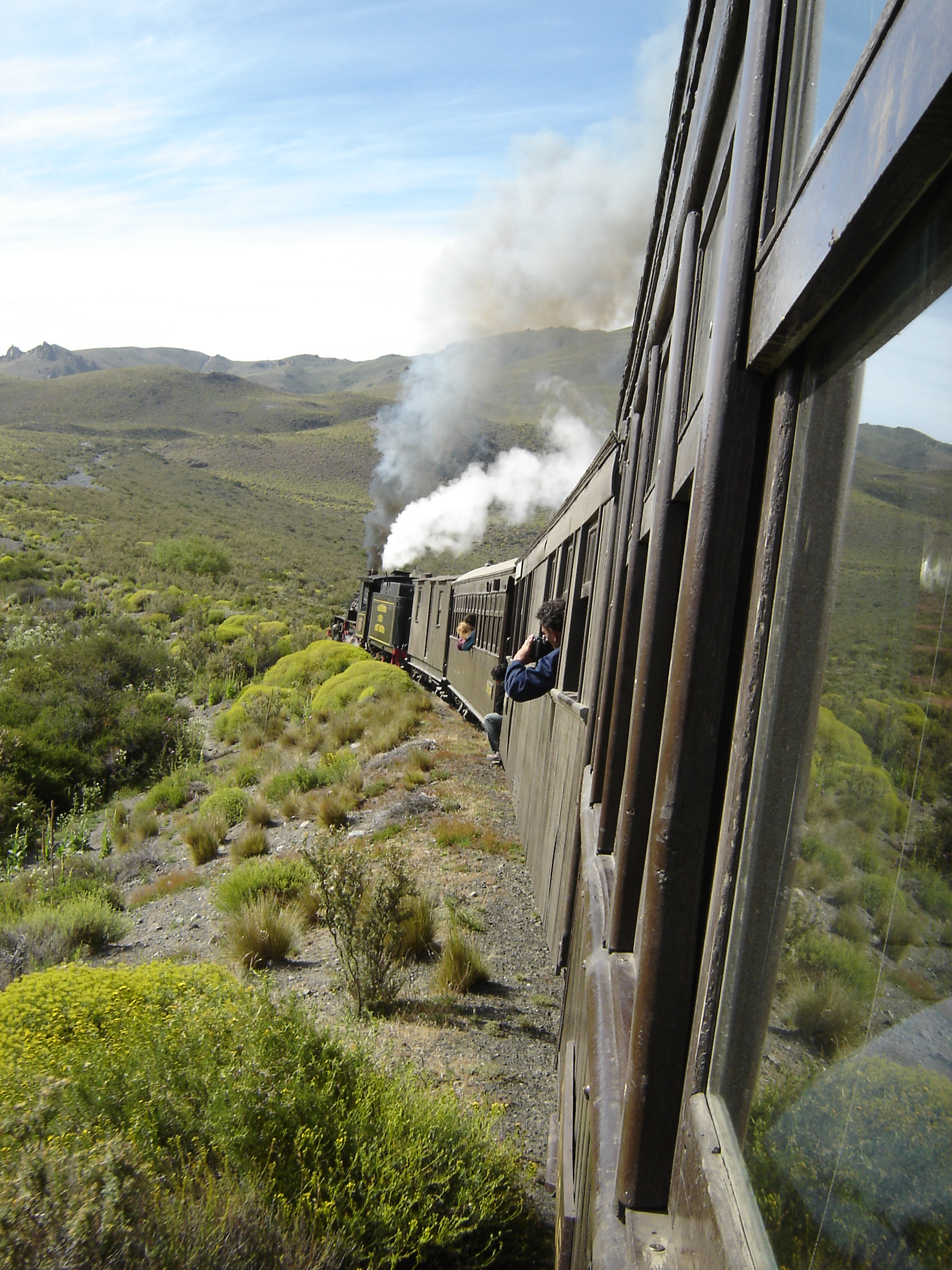
Durante un viaggio.
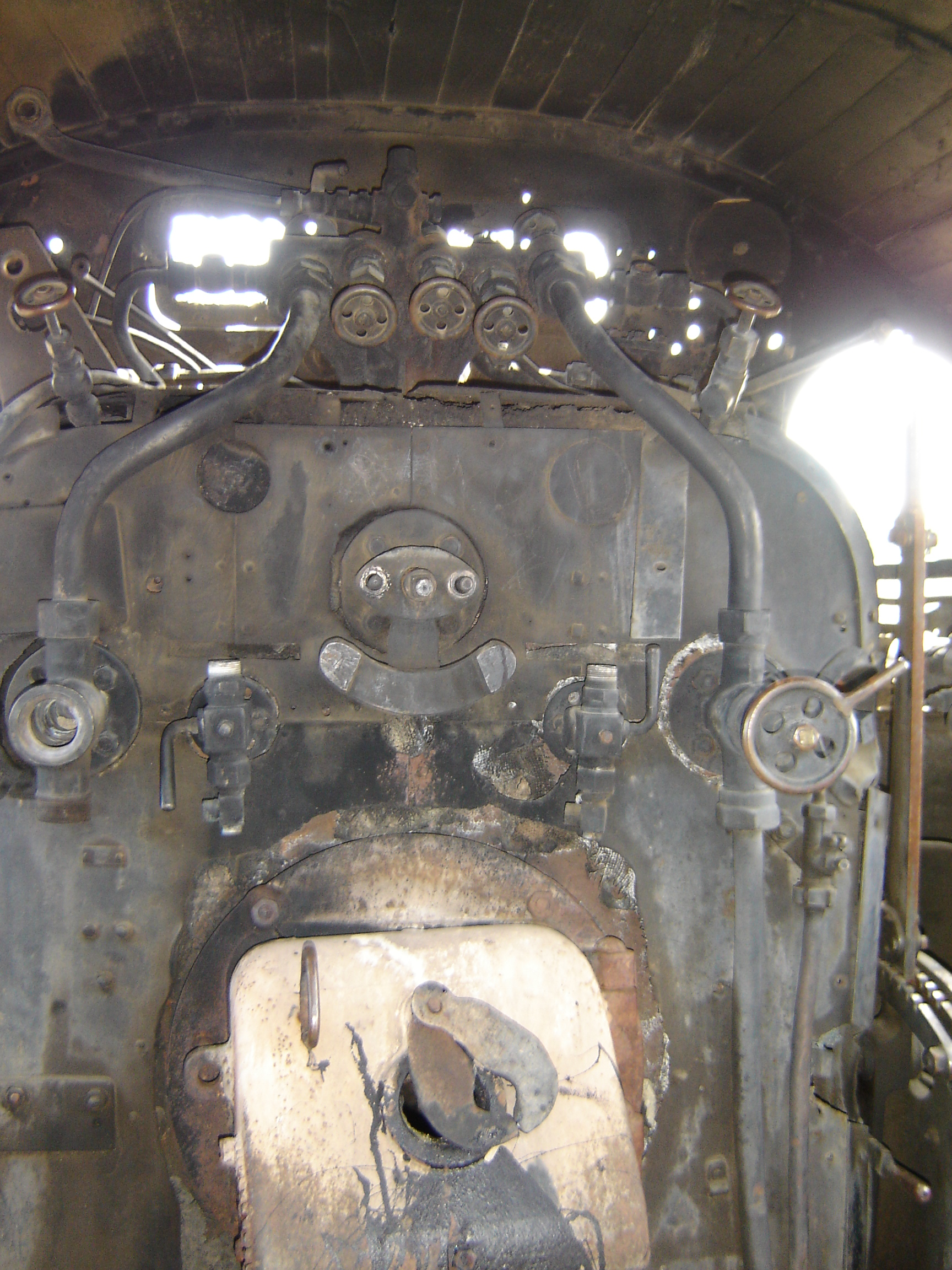
Vista della cabina di comando della locomotiva.
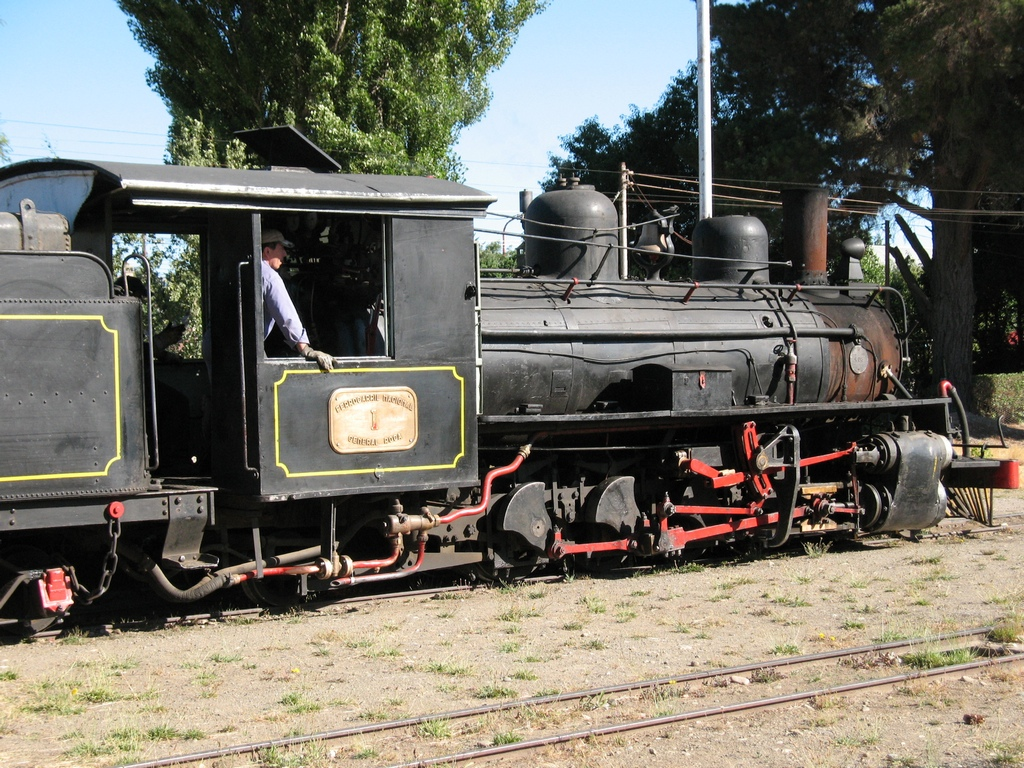
Locomotiva.
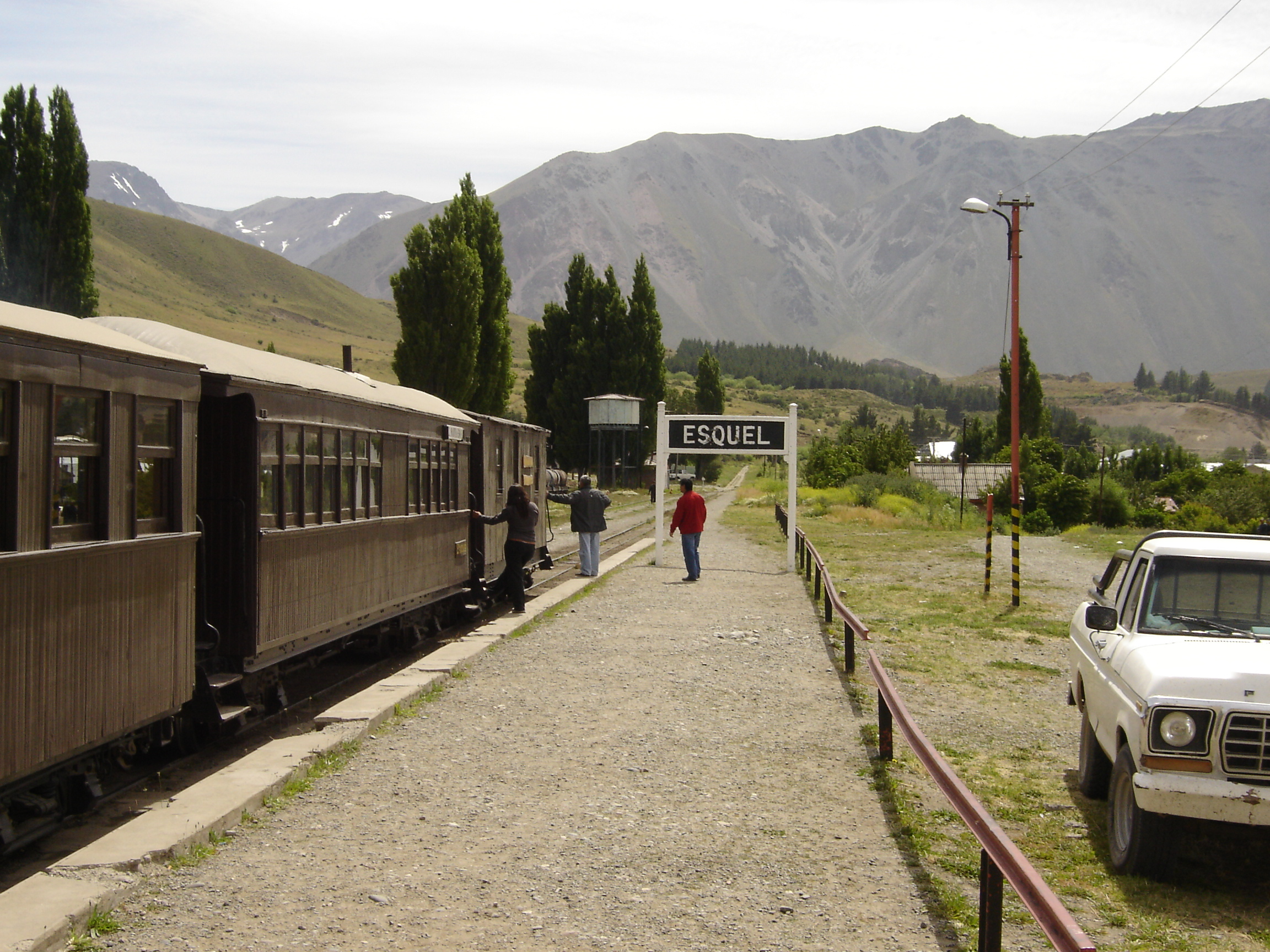
La stazione di Esquel.
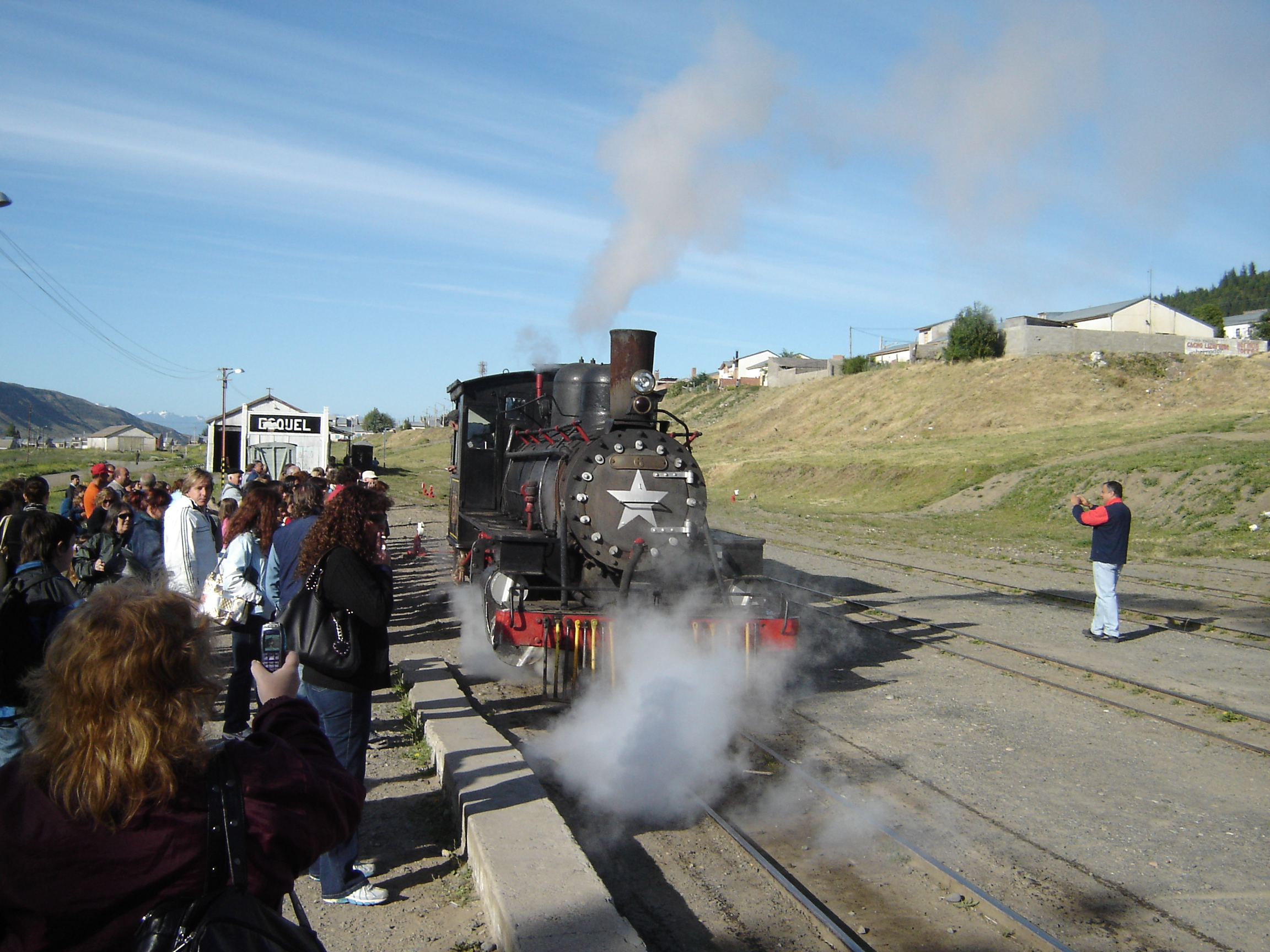
Locomotiva in manovra.